# Ludwik Franciszek Karwacki
Ludwik Franciszek Karwacki (ur. 11 listopada 1692 w Unieszewie, zm. 22 sierpnia 1748 w Nowogródku) – polski duchowny rzymskokatolicki, zakonnik i misjonarz, profesor m.in. retoryki, teologii moralnej i filozofii.

## Życiorys
Urodził się w Szafałdzie (obecnie Unieszewo) na Warmii. Po odbyciu nauki w szkole w Reszlu wyjechał do Wilna, gdzie 21 sierpnia 1717 wstąpił do zakonu.
W latach 1729-30 był prefektem szkoły w Iłukszcie. Następnie został profesorem filozofii i regensem w seminarium diecezjalnym w Braniewie (1731-33). Po wyjeździe do Nowogródka został w tamtejszym seminarium profesorem filozofii, matematyki i greki (1734-37). Potem pełnił funkcję prefekta w miejscowej szkole oraz w Lubsku, gdzie przebywał jako misjonarz w latach 1740-41. Następnie był prefektem szkół w Nieświeżu (1741-42), Grodnie (1742-43), Drohiczynie (1744-45) oraz Reszlu (1745-46).
Syn Tomasza i Elżbiety, brat Macieja i Tomasza Karwackich – zakonników chrześcijańskich i profesorów. Prawdopodobnie był spokrewniony ze Stanisławem Karwackim, również jezuitą i profesorem.